# Gunnar Brügner
Gunnar C. Brügner (* 10. November 1967 in Wittershausen/Kreis Rottweil) ist ein Brigadegeneral des Heeres der Bundeswehr und der Assistant Chief of Staff J7 beim Supreme Headquarters Allied Powers Europe der NATO in Mons in Belgien.

## Militärische Laufbahn

### Ausbildung und erste Verwendungen
Nach dem Abitur am Albeck-Gymnasium am Sulz am Neckar, trat Brügner 1987 als Berufsoffizieranwärter im Panzergrenadierbataillon 292 in Immendingen in die Bundeswehr ein. Ab 1989 wurde er als Zugführer im Panzergrenadierbataillon 43 in Göttingen verwendet. Mit Abschluss der Ausbildung zum Offizier nahm er 1990 das Studium der Elektrotechnik an der Universität der Bundeswehr in Hamburg auf, welches er 1994 als Diplom-Ingenieur abschloss. Es folgte eine weitere Verwendung als Zugführer im Panzergrenadierbataillon 12 in Osterode am Harz. Ein Jahr später, 1995 wurde Brügner Kompaniechef der 2./Panzergrenadierbataillon 12. Nach drei Jahren auf diesem Dienstposten wurde er an die Panzertruppenschule in Munster versetzt, wo er Hörsaalleiter für die Ausbildung von Offizieranwärtern der Panzergrenadiertruppe wurde. Von 2000 bis 2002 nahm er am 43. Generalstabslehrgang des Heeres an der Führungsakademie der Bundeswehr in Hamburg teil.

### Dienst als Stabsoffizier
Nach Abschluss des Generalstabslehrgangs wurde Brügner zunächst als Dezernent im Streitkräfteamt, dann als Referent im Führungsstab der Streitkräftebasis, später im Führungsstab Streitkräfte im Bundesministerium der Verteidigung in Bonn eingesetzt. Es folgte 2004 eine Stabsverwendung als Abteilungsleiter G3 (Operationsführung/Ausbildung/Übung) im Stab der Panzerbrigade 21 in Augustdorf. Von 2005 bis 2006 nahm Brügner am Command and Staff Course am Canadian Forces College, Toronto (Kanada) teil. Damit einhergehend war ein Masterstudiengang mit Abschluss Master of Defense Studies am Royal Military College in Kingston, (Ontario, Kanada). Im Jahr 2006 bekam Brügner als Kommandeur des Panzergrenadierbataillons 212 in Augustdorf ein Truppenkommando übertragen. Im Jahr 2009 gab er dieses wieder ab und wurde dann als Desk Officer Plans in der J3-Abteilung, später Joint Assessment Branch im Allied Joint Force Command der NATO in Brunssum (Niederlande) eingesetzt. Zwei Jahre später, 2011 folgte eine weitere ministerielle Verwendung als Referent im Führungsstab des Heeres, Referat Heeresentwicklung, dann in der Abteilung Planung, Referat Zukunftsentwicklung Land & Sanität, im Bundesministerium der Verteidigung, am Dienstsitz in Bonn. Im Jahr 2012 wurde er Referatsleiter für Grundsatzangelegenheiten in Einsatzaufgaben im Kommando Heer in Koblenz und nach dem Umzug des Kommandos in Strausberg. 2014 folgte eine neuerliche Versetzung zum Allied Joint Force Command in Brunssum, wo er als Branch Head Plans der J5 Abteilung verwendet wurde. Es folgte 2016 eine Versetzung nach Berlin, wo er als Referatsleiter des Referats (Lageführung, Auswertung und Steuerung) in der Abteilung Führung Streitkräfte eingesetzt war.

### Dienst als General
Am 27. April 2018 übernahm Brügner, als Nachfolger von Brigadegeneral Ruprecht Horst von Butler, das Kommando über die Panzergrenadierbrigade 37 in Frankenberg. Hier erhielt er im Dezember 2018 auch die Ernennung zum Brigadegeneral. Am 9. November 2020 übergab er das Kommando über die Brigade an Oberst Alexander Krone, um sich auf seinen Auslandseinsatz vorzubereiten. Brügner wurde, als Nachfolger von Brigadegeneral Frank Schlösser, zum Dezember 2020 Stellvertretender Stabschef (DCOS) Transition im Headquarters Resolute Support Mission in Kabul, Afghanistan. Nach Beendigung des Einsatzes Resolute Support ist Brügner seit Januar 2022 als Assistant Chief of Staff J7 beim Supreme Headquarters Allied Powers Europe der NATO in Mons in Belgien in internationaler Verwendung.

### Auslandseinsätze
- 2008 ISAF Kommandeur der Quick Reaction Force des ISAF RC North, Masar-e Sharif, Afghanistan[6][7]
- 2010 ISAF Desk Officer Afghanistan Assessment Group HQ ISAF, Kabul, Afghanistan
- 12/20 - 2022 Resolute Support Stellvertretender Stabschef (DCOS) Transition im HQ RSM, Kabul, Afghanistan

## Privates
Brügner ist verheiratet und hat eine Tochter.